# Красна Поляна (Інсарський район)
Красна Поля́на (рос. Красная Поляна, ерз. Красная Поляна) — присілок у складі Інсарського району Мордовії, Росія. Входить до складу Кочетовського сільського поселення.
Населення — 1 особа (2010; 4 у 2002).
Національний склад станом на 2002 рік:
- росіяни — 75 %